# دانيال زيبيغ
دانيال زيبيغ (بالألمانية: Daniel Ziebig)‏ (21 يناير 1983 بإلسترفيردا في ألمانيا - ) هو لاعب كرة قدم ألماني في مركز الدفاع. لعب مع إنيرجي كوتبوس ودينامو دريسدن ونادي هامبورغ ونادي هالشر ونادي هامبورغ 2 ‏.

## روابط خارجية
- دانيال زيبيغ على موقع قاعدة بيانات كرة القدم.إي يو (الإنجليزية)
- دانيال زيبيغ على موقع بيانات كرة القدم. دي إي (الألمانية)
- دانيال زيبيغ على موقع عالم كرة القدم.نت (الإنجليزية)